# Volfango Frankl
Volfango Frankl (o Wolfgang; Monaco di Baviera, 5 agosto 1907 – Terni, 27 aprile 1994) è stato un architetto italiano.

## Biografia
Collaborò a lungo con Mario Ridolfi, con il quale realizzò l'Istituto Tecnico Antonio Bordoni a Pavia,  le Torri INA a Roma e l'asilo d'infanzia Olivetti a Ivrea.